# Kuntillat Jurayyah
Kuntillat Jurayyah är en fornlämning i Egypten.   Den ligger i guvernementet Sina ash-Shamaliyya, i den nordöstra delen av landet, 300 km öster om huvudstaden Kairo. Kuntillat Jurayyah ligger 391 meter över havet.
Terrängen runt Kuntillat Jurayyah är platt, och sluttar västerut.  Trakten runt Kuntillat Jurayyah är nära nog obefolkad, med mindre än två invånare per kvadratkilometer. Det finns inga samhällen i närheten. Trakten runt Kuntillat Jurayyah är ofruktbar med lite eller ingen växtlighet.